# Chiesa di San Marco Evangelista (Castellabate)
La chiesa di San Marco evangelista è un edificio di culto cristiano cattolico situato in piazza Giuseppe Comunale a San Marco di Castellabate.

## La storia
La posa della prima pietra risale al 18 ottobre 1911, mentre fu portata a termine la costruzione il 10 marzo 1917. L'esigenza di un luogo di culto più ampio e funzionale in sostituzione della piccola cappella collocata nei pressi del porto sorge agli inizi del XX secolo, quando la popolazione del borgo raggiungeva i 139 abitanti a cui si aggiungevano i 632 della case coloniche delle frazioni vicine. Il 30 settembre 1920 la chiesa di San Marco è stata eretta parrocchia autonoma rispetto a quella di Santa Maria.

## La struttura e l'interno
Nel suo interno sono collocati sette quadri ideati da Nicola Sebastio, che ripercorrono la storia del popolo di San Marco e una lapide dedicata ai parroci che si sono succeduti. Oltre alla statua del discepolo di Cristo, patrono della frazione di Castellabate, è custodita su un altare dedicato quella della Madonna della Speranza, nominata protettrice della parrocchia il 6 febbraio 1924. La facciata reca la scritta Divo Marco Dicatum e il leone con il Vangelo (simbolo di San Marco Evangelista) al centro, il bassorilievo di sant'Antonio da Padova a sinistra e quello di santa Teresa a destra. Su ogni capitello delle colonne vi è raffigurato un angelo. Svetta sulla chiesa un campanile a tre piani con base quadrata di stile romanico con orologio.